# Coupe Davis 1936
La Coupe Davis 1936 est remportée par la Grande Bretagne face à l'Australie. Il s'agit de son quatrième succès consécutif et son neuvième saladier d'argent au total.
Le capitaine Herbert Barrett aligne les mêmes joueurs qu'en 1935 dont Fred Perry, une nouvelle fois titré à Wimbledon au début du mois. Les australiens comptent sur deux joueurs : Adrian Quist, champion d'Australie et Jack Crawford.
L'équipe australienne avait battu les allemands Henkel et von Cramm en finale interzones.

## Finale
Équipe de Grande-Bretagne : Fred Perry, Bunny Austin, Pat Hughes, Raymond Tuckey - Capitaine : Herbert Barrett
Équipe d'Australie : Adrian Quist, Jack Crawford, Vivian McGrath - Capitaine : Cliff Sproule
| | Grande-Bretagne | 3                            | - | 2 | Australie |    |  |
| --- | --------------- | ---------------------------- | - | - | --------- | -- |  |
| Centre Court, Wimbledon sur gazon |                 |                              |   |   |           |    |  |
| du 25 juillet au 28 juillet 1936 |                 |                              |   |   |           |    |  |
| \| 1 \| \| Bunny Austin \| 4 \| 6 \| 6 \| 6 \| \| \| 1 \| \| Jack Crawford \| 6 \| 3 \| 1 \| 1 \| \| \| 2 \| \| Fred Perry \| 6 \| 4 \| 7 \| 6 \| \| \| 2 \| \| Adrian Quist \| 1 \| 6 \| 5 \| 2 \| \| \| 3 \| \| Pat Hughes - Raymond Tuckey \| 4 \| 6 \| 5 \| 8 \| \| \| 3 \| \| Jack Crawford - Adrian Quist \| 6 \| 2 \| 7 \| 10 \| \| \| \| \| \| \| \| \| \| \| \| 4 \| \| Bunny Austin \| 4 \| 6 \| 5 \| 2 \| \| \| 4 \| \| Adrian Quist \| 6 \| 3 \| 7 \| 6 \| \| \| \| \| \| \| \| \| \| \| \| 5 \| \| Fred Perry \| 6 \| 6 \| 6 \| \| \| \| 5 \| \| Jack Crawford \| 2 \| 3 \| 3 \| \| \| \| \| \| \| \| \| \| \| \| |                 |                              |   |   |           |    |  |
| 1 |                 | Bunny Austin                 | 4 | 6 | 6         | 6  |  |
| 1 |                 | Jack Crawford                | 6 | 3 | 1         | 1  |  |
| 2 |                 | Fred Perry                   | 6 | 4 | 7         | 6  |  |
| 2 |                 | Adrian Quist                 | 1 | 6 | 5         | 2  |  |
| 3 |                 | Pat Hughes - Raymond Tuckey  | 4 | 6 | 5         | 8  |  |
| 3 |                 | Jack Crawford - Adrian Quist | 6 | 2 | 7         | 10 |  |
| |                 |                              |   |   |           |    |  |
| 4 |                 | Bunny Austin                 | 4 | 6 | 5         | 2  |  |
| 4 |                 | Adrian Quist                 | 6 | 3 | 7         | 6  |  |
| |                 |                              |   |   |           |    |  |
| 5 |                 | Fred Perry                   | 6 | 6 | 6         |    |  |
| 5 |                 | Jack Crawford                | 2 | 3 | 3         |    |  |
| |                 |                              |   |   |           |    |  |